# 皮尔斯堡 (佛罗里达州)
皮尔斯堡是美国佛罗里达州圣露西县的一个城市。她被称为是日出之城，而加利福尼亚州的旧金山则被称为日落之城。皮尔斯堡和旧金山也因此成为姊妹城市。截止至2020年，美国人口普查局的数据为47,297人。该镇也是圣露西县的县治。

## 地理
根据美国人口调查局的数据，全市总面积53.8 km² (20.8 sq mi)。其中14.7 平方英里(38.2 km²)是陆地，另外6.0 平方英里(15.6 km²)是水域，约占总面积的35.00%。

## 人口统计
截至2008年的人口普查，全市共有41000居民。人口密度是2212.4每平方英里(697.3/km²)。 全市人口49.54%是白种人，40.85%是非洲裔美国人，0.33%是美国土著，0.79%是亚裔，0.08%是太平洋岛民，5.36%来自其他种族，还有3.05%是混血。西班牙裔和拉丁美洲裔分别占总人口的15.00%。
全市14407户中，28.1%有18岁以下的孩子和他们居住，36.1%户是已经结婚的，19.3%户已婚丧夫的家庭，还有38.8%户是非家庭。14407户的31.1%由个人组成，13.9%户居住着65岁及以上的独居老人。平均每户有2.56人，每个家庭3.19人。
全市18岁以下的儿童及青少年占总人口的27.2%，9.8%的人口居于18岁到24岁之间，26.1%的人口居于25岁到44岁之间，19.5%的人口居于45岁到64岁之间，还有17.5%的人口是65岁以上的老年人。人口平均年龄为35岁。平均每100个女性对应97.4男性。18岁以上的每100个女性对应94.9个男性。

## 游览景点
- 圣露西县历史中心
- 旧堡公园
- 海军博物馆（页面存档备份，存于） (海豹突击队原来驻于皮尔斯堡)
- 希思科特植物园
- 海洋学研究所

## 名人
- 卓拉·尼尔·赫斯特，美国哈莱姆文艺复兴（Harlem Renaissance）时期的民俗学家，作家。
- 丹尼尔·T·麦克卡迪，佛罗里达州第31任州长。